# Huichapan (municipi)
Huichapan és un municipi de l'estat d'Hidalgo. Huichapan és el cap de municipi i principal centre de població d'aquesta municipalitat. Aquest municipi és a la part occidental de l'estat d'Hidalgo. Limita al nord amb el municipi de Tecozautla, al sud amb Nopala, l'oest i a l'est amb estat de Querétaro (municipis de tequisquiapan i Amanalco).